# Postoloprty
Postoloprty település Csehországban, Lounyi járásban. Postoloprty Lišany, Zálužice, Výškov, Jimlín, Staňkovice, Lipno, Lenešice, Louny, Bitozeves és Břvany településekkel határos. Lakosainak száma 4703 fő (2024. január 1.).

## Népesség
A település lakosságának változását az alábbi diagram mutatja:
| Lakosok száma | 5023 | 6691 | 6354 | 3972 | 4886 | 4813 | 4784 | 4716 | 4659 | 4703 |
|               | 1869 | 1900 | 1921 | 1961 | 1980 | 2011 | 2016 | 2019 | 2021 | 2024 |